# Xiprer de Yunnan
|  | Aquest article tracta sobre el xiprer de Yunnan. Vegeu-ne altres significats a «xiprer de la Xina». |

El xiprer de Yunnan (Cupressus duclouxiana) és una espècie de conífera del de la família Cupressaceae. En xinès es coneix com "gan xiang bai".
De forma natural es fa únicament a la Xina, en boscos temperats. És una espècie amenaçada; en queden pocs exemplars de grans dimensions, i la majoria es preserven tan sols com a arbres sagrats per als budistes.

## Descripció
Pot créixer fins als 25 metres d'alçada. Les branques creixen en totes direccions i les fulles són molt petites (trets diferencials amb la similar espècie Cupressus sempervirens). Creix en altures entre els 1.400 i els 3.000 m a les regions xineses de Guizhou, sud-oest de Sichuan, centre i nord-oest de Yunnan, i sud-est de Xizang, encara que es creu que ha estat introduïda en la major part d'aquests llocs. El seu hàbitat natural hauria estat en les gorges profundes dels rius Iang-Tsé, Mekong i Salween, en el sud-oest de la Xina.
A la Xina era costum plantar-lo a prop de les pagodes. A Europa és emprat amb finalitats ornamentals. El seu nom és un homenatge al religiós, botànic aficionat i recol·lector de plantes François Ducloux (1864-1945), que operà a la regió xinesa de Yunnan.

## Sinònims
Xiprer de la Xina, xiprer de Ducloux. Alguns botànics han enquadrat aquesta espècie dins d'altres: Cupressus austrotibetica (Silba) i Cupressus sempervirens (Franchet non Linnaeus), però comunament es consideren espècies diferents.